# Irlanda nos Jogos Olímpicos de Inverno da Juventude de 2012
A Irlanda participou dos Jogos Olímpicos de Inverno da Juventude de 2012, a serem realizados em Innsbruck, na Áustria. O país classificou uma atleta do esqui alpino feminino.

## Esqui alpino
| Atleta        | Evento                  | Final     | Final     | Final   | Final |
| Atleta        | Evento                  | Descida 1 | Descida 2 | Total   | Pos.  |
| ------------- | ----------------------- | --------- | --------- | ------- | ----- |
| Florence Bell | Slalom feminino         | 51.71     | 46.35     | 1:38.06 | 24    |
| Florence Bell | Slalom gigante feminino | 1:06.73   | 1:09.33   | 2:16.06 | 34    |